# 멜리사 푸메로
멜리사 푸메로(Melissa Fumero, 1982년 8월 19일 ~ )는 미국의 배우이다.

## 방송
- 브룩클린 나인 나인 시즌7
- 브룩클린 나인 나인 시즌6
- 브룩클린 나인 나인 시즌5
- 브룩클린 나인-나인 시즌4
- 브룩클린 나인-나인 시즌3

## 영화
- 브룩클린 나인-나인 시즌3 (2015년)
- 브룩클린 나인-나인 시즌2 (2014년)
- 더 하우스 댓 잭 빌트 (2013년)
- 브룩클린 나인-나인 시즌1 (2013년)
- 아이 홉 데이 서브 비어 인 헬 (2009년)
- 디센트 (2007년)
- 원 라이프 투 리브 (1968년)